# Вернер Марх
Вернер Юліус Марх (нім. Werner Julius March; 17 січня 1894, Шарлоттенбург — 11 грудня 1976, Берлін) — німецький архітектор.

## Біографія
Син архітектора Отто Марха, онук фабриканта Ернста Марха. Починаючи з 1912 року, вивчав архітектуру у Вищій технічній школі Дрездена, потім навчався у Вищій технічній школі Берліна-Шарлоттенбурга.
У 1914 році пішов солдатом-добровольцем на фронт, демобілізувався в 1918 році вже офіцером і в 1919 році закінчив свою архітекторську освіту.
З 1923 року Марх працював у будівельному управлінні Рейхсбанку над проєктом житлового кварталу в Берліні для банківських службовців. Із 1925 року працював самостійно. З 1926 року Вернер Марх став членом Спілки німецьких архітекторів.
У 1930 році обраний головою земельного округу Союзу «Бранденбург». 1 травня 1933 року Марх вступив у НСДАП, потім став членом організаційного комітету Олімпійських ігор 1936 року в Берліні. Найвідомішою спорудою Марха є Олімпійський стадіон у Берліні.
У 1936 році Адольф Гітлер присвоїв Марху звання професора архітектури, він став членом Академій мистецтв у Берліні й у Мюнхені. У роки Другої світової війни Марх служив штабс-офіцером в абвері у Вільгельма Канаріса, пізніше — референт Генерального штабу групи військ в Італії.
Після закінчення війни Марх керував відновленням Собору і Ратуші в Міндені. У 1948 році вступив у відновлений Союз німецьких архітекторів, займав у ньому різні посади. З 1953 року — професор Вищої технічної школи в Берліні, працював тут аж до відходу на пенсію в 1960 році. З 1955 року — член Німецької академії містобудування.

## Нагороди
- Залізний хрест 2-го і 1-го класу
- Почесний хрест ветерана війни з мечами
- 2 олімпійські медалі з мистецьких змагань
  - Золота медаль за містобудівні проекти
  - Срібна медаль за архітектуру
- Німецький Олімпійський знак 1-го класу
- Застібка до Залізного хреста 2-го і 1-го класу
- Почесний сенатор Вищої технічної школи Берліна (1962)
- Почесний громадянин міста Мінден (1973)

## Вибрані витвори
- Німецький Спортфорум (1926-36), Берлін
- Мисливський маєток Карінгалл (для Германа Герінга, 1933)
- Олімпійський стадіон (1934-36), Берлін
- Управління водного господарства (1938-39), Потсдам
- Будівля посольства Югославії в Берліні (1938-39)
- Відновлення Мінденською собору (Mindener Dom, 1946-57)
- Відновлення Мінденською ратуші (1946-54)
- Відновлення Апостольської церкви (1951-52), Гютерсло
- Музей старожитностей (1953-56), Багдад
- Собор Св. Петра (1953), Білефельд.

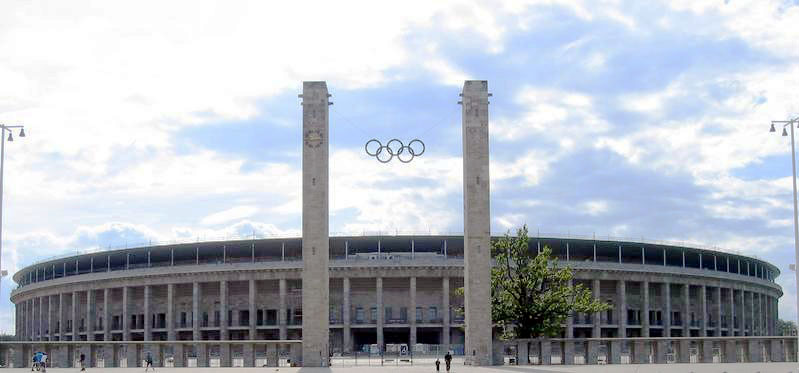
Олімпійський стадіон (Берлін).
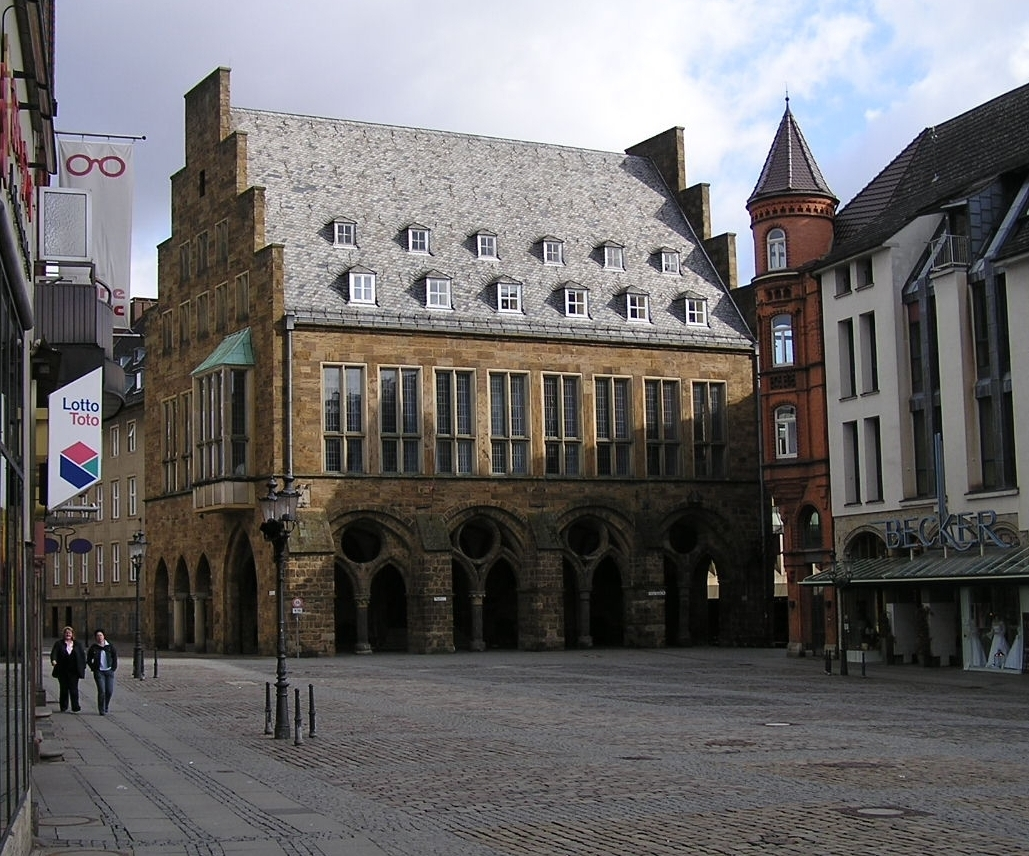
Відновлена ратуша (Мінден).
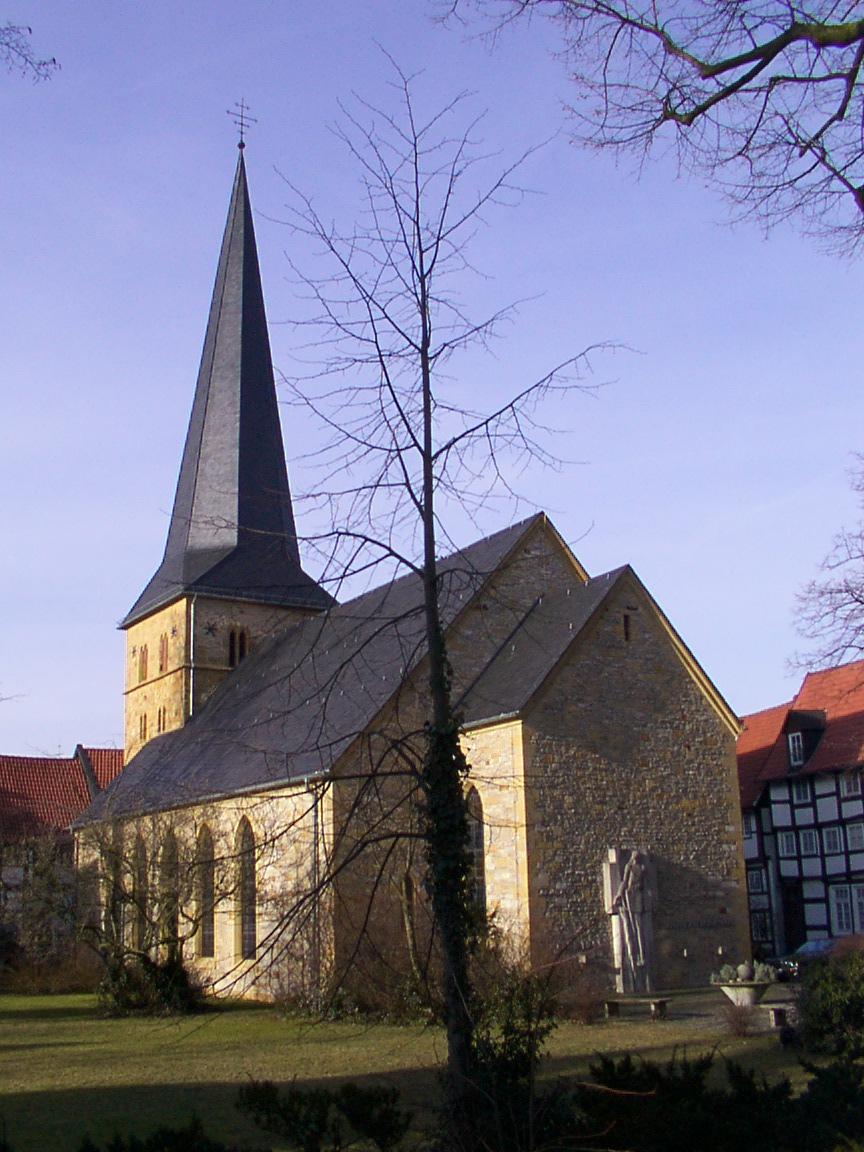
Відновлена Апостольська церква (Гютерсло)